# WMRO-DPMNE
Wewnętrzna Macedońska Organizacja Rewolucyjna – Demokratyczna Partia Macedońskiej Jedności Narodowej (mac. Внатрешна македонска револуционерна организација – Демократска партија за македонско национално единство, Wnatreszna makedonska rewołucionerna organizacija – Demokratska partija za makedonsko nacionałno edinstwo; ВМРО-ДПМНЕ, WMRO-DPMNE) – konserwatywna partia polityczna w Macedonii Północnej. Została założona w 1990 roku, a jej korzenie sięgają roku 1893. Liderem partii jest Hristijan Mickoski.
W latach 2006-2017 i od 2024 partia rządząca w Macedonii, a w latach 2017-2024 - główna partia opozycyjna.
W czasach przewodniczenia Nikoły Gruewskiego partia promowała nacjonalistyczną politykę antykizacji, była też antyalbańska i uważana była za antyzachodnią i prorosyjską.

## Nazwa
Nazwa partii składa się z dwóch skrótowców: część pierwsza, czyli VMRO - czyli Wewnętrzna Macedońska Organizacja Rewolucyjna, odnosi się do organizacji o tej samej nazwie, która była tajną, macedońsko-bułgarską organizacją polityczną działającą w Imperium Osmańskim. Część druga nie ma historycznego rodowodu (powstała w 1990).

## Historia

### Powstanie i dojście do władzy
Po śmierci Josipa Broza Tity w 1980 wielu opozycjonistów zaczęło wracać do kraju. Zaczęto też na nowo opisywać i odkrywać historię Macedonii. Powstały nowe ruchy nacjonalistyczne, skupiające intelektualistów i młode pokolenie. Młody aktywista na rzecz praw Macedonii, Dragan Bogdanowski, opracował statut i plany Demokratycznej Partii Macedońskiej Jedności Narodowej. Wraz z Lubczo Georgiewskim, Borysem Zmejkowskim i kilkoma innymi aktywistami powołali 17 czerwca 1990, w Skopje, partię WMRO-DPMNE, która wówczas miała charakter nacjonalistyczny i antykomunistyczny. Georgiewski był pierwszym liderem partii w Zgromadzeniu Konstytucyjnym. 
W pierwszych wielopartyjnych wyborach w 1990 WMRO-DPMNE stała się najsilnejszą partią w parlamencie. Nie miała jednak większości i odmówiła współpracy z przedstawicielami mniejszości albańskiej, więc nie stworzyła rządu. Partia ta zbojkotowała pierwszą turę wyborów do Zgromadzenia Republiki Macedonii w 1994, twierdząc, że wybory zostały sfałszowane. Na początku lat 90., parta przedstawiała się jako antyalbańska skrajna prawica, dążąca do irredentystycznego zjednoczenia wszystkich etnicznych Macedończyków. W połowie ostatniej dekady XX wieku złagodziła jednak swoją retorykę, tworząc po wygranych wyborach w 1998 koalicję z Demokratyczną Partią Albańczyków i Alternatywą Demokratyczną, z Lubczo Georgiewskim jako premierem. W 1998 wygrała też wybory prezydenckie, prezydentem został Boris Trajkowski. W czasie powstania Albańczyków w Macedonii w 2001 r., partia współtworzyła rząd jedności narodowej.